# Cottocomephorus
Cottocomephorus – rodzaj ryb skorpenokształtnych z rodziny Cottocomephoridae. Charakteryzują się dużymi płetwami piersiowymi, silniej rozwiniętymi niż u innych przedstawicieli rodziny.

## Klasyfikacja
Gatunki zaliczane do tego rodzaju:
- Cottocomephorus alexandrae
- Cottocomephorus grewingkii – głowacz żółtoskrzydły[2]
- Cottocomephorus inermis – głowacz długoskrzydły[2]